# Tronc costo-cervical

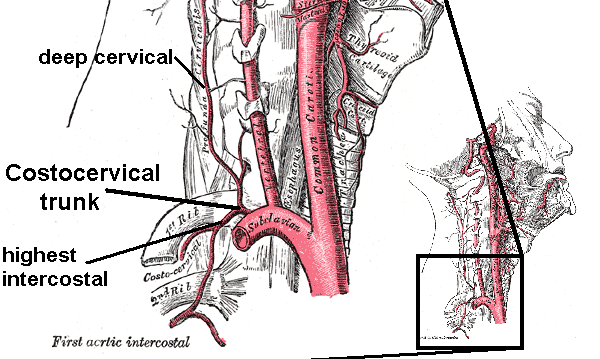
Tronc costo-cervical (légendé Costocervical trunk, en anglais) et ses branches

Le tronc costo-cervical est un tronc artériel issu de l'artère subclavière. Il se divise rapidement en deux collatérales : l'artère intercostale suprême destinée à la paroi thoracique et l'artère cervicale profonde vascularisant les muscles de la nuque.